# Grinderwald

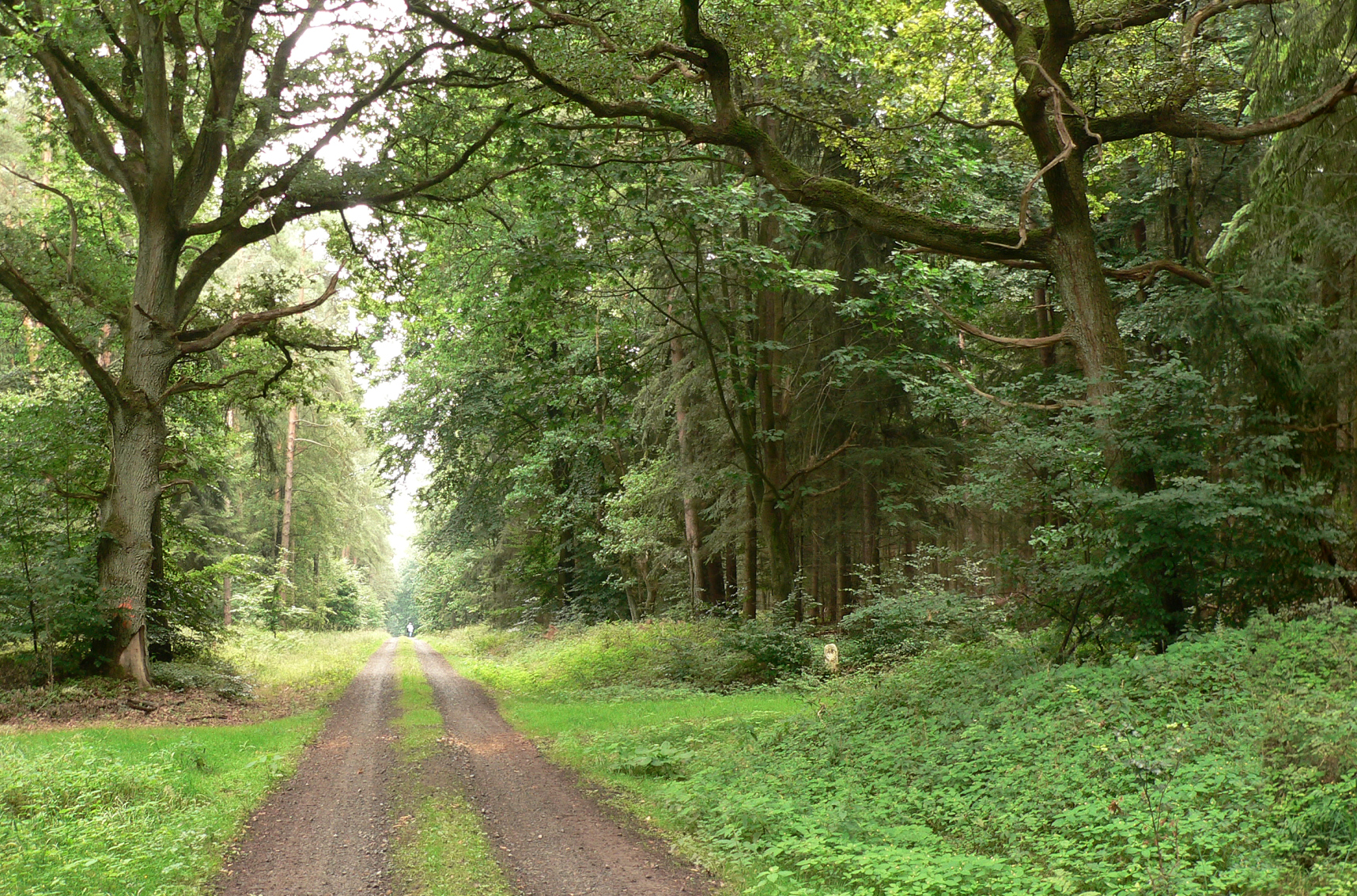
Waldweg im Grinderwald

Der Grinderwald ist ein Mischwald mit einem bis zu 106 m ü. NHN hohen Höhenzug. Er liegt zwischen Neustadt am Rübenberge und Nienburg/Weser in der Region Hannover und im Landkreis Nienburg/Weser in Niedersachsen.

## Geographie

### Lage
Der Grinderwald liegt im Nordteil vom Naturpark Steinhuder Meer rund 33 Kilometer (Luftlinie) nordwestlich der Innenstadt von Hannover, zwischen Neustadt am Rübenberge im Südosten und Nienburg/Weser im Nordwesten. Zu den am Waldrand gelegenen Ortschaften gehören Borstel, Hagen, Eilvese, Schneeren, Bolsehle und Linsburg. Im Grinderwald und Umgebung liegen unter anderem die Quellen vom Hagener Bach, einem westlichen Zufluss der Leine; vom Katzenbach, vom Linsburger Bach, dessen Wasser nordwestwärts durch den Führser Mühlbach zur Weser fließt, und vom Strangbach, einem südöstlichen Zufluss des Steinhuder Meerbachs. Südsüdöstlich des Grinderwaldes liegt das Tote Moor, an das sich im Südwesten das Steinhuder Meer anschließt.

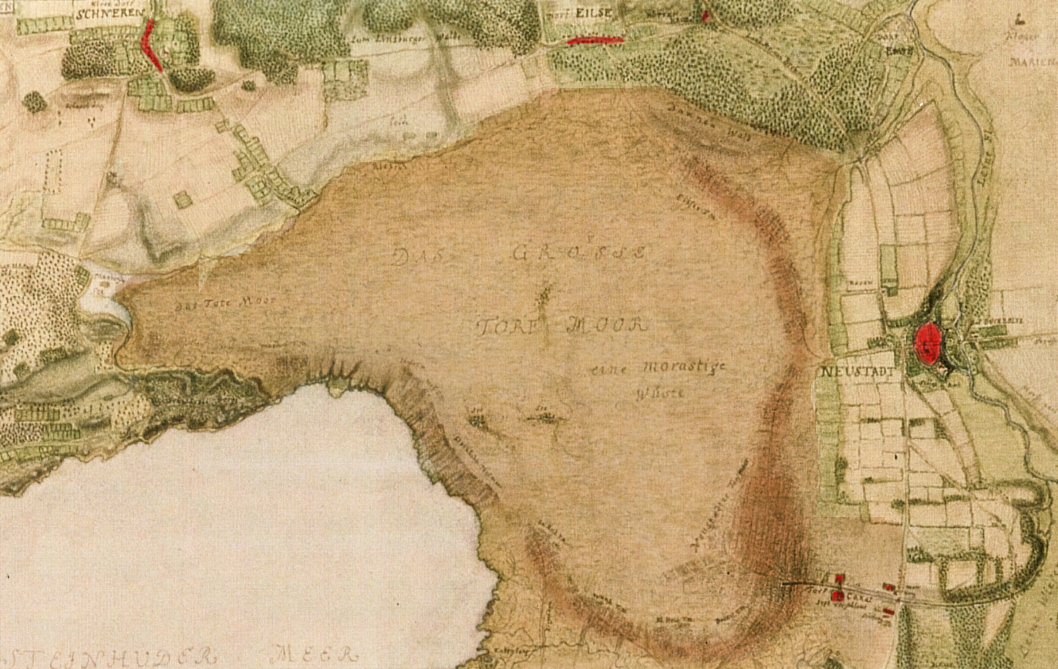
Südlicher Bereich des Grinderwaldes am oberen Kartenrand, darunter das Tote Moor und das Steinhuder Meer, 1770

Auf Großteilen des Grinderwaldes liegt das Landschaftsschutzgebiet Grinder Wald (CDDA-Nr. 321161; 1966 ausgewiesen; 11,777 km²), an das sich im Nordosten über Osten bis Süden das LSG Schneerener Geest-Eisenberg (CDDA-Nr. 324228; 1967; 85,66 11,777 km²) anschließt.

### Naturräumliche Zuordnung
Der Grinderwald gehört in der naturräumlichen Haupteinheitengruppe Weser-Aller-Flachland (Nr. 62), in der Haupteinheit Hannoversche Moorgeest (622) und in der Untereinheit West-Hannoversche Moorgeest (622.0) überwiegend zum Naturraum Husum-Linsburger Geest (622.00); er hat südwestliche bis südliche Ausläufer im Naturraum Rehburger Moorgeest (622.02).

### Erhebungen
Zu den Erhebungen im hügeligen Gelände des Grinderwaldes gehören – sortiert nach Höhe in Meter (m) über Normalhöhennull (NHN; wenn nicht anders genannt laut):
| - Hüttenberg (106 m) - Himberg (99 m) - Eckberge (91 m) - Lichtenberg (86 m) - Masekersberg (85 m) | - Spielberg (79 m) - Lehmberg (72 m) - Reihersberg (71,2 m) - Uhlenberg (65,8 m) - Saalhorstberg (62 m) |

## Flora und Fauna
Der überwiegende Teil des etwa 1000 Hektar großen Grinderwaldes ist Staatsforst. Die forstlichen Aufgaben im Waldgebiet nehmen die Niedersächsischen Landesforsten wahr. Daneben besteht im Linsburger Teil des Grinderwaldes auf rund 80 Hektar Privatwald, der sich historisch aus Bauernwäldern entwickelt hat und heute im Besitz von vier Interessensforsten als Realverbände steht.
Heute besteht das Waldgebiet aus fast 80 % Nadelwald mit Douglasien, Fichten, Kiefern sowie Lärchen und etwas über 20 % aus Laubwald mit Birken, Buchen sowie Eichen. Überwiegend kommen die Baumarten nicht als Monokultur, sondern gemischt, vor. Die Forstbewirtschaftung ist bestrebt, den Laubwaldanteil zu erhöhen, da er hier heimisch ist. Gegenüber anderen Wäldern der Gegend ist der Grinderwald in früheren Jahrhunderten nie gerodet worden und war lediglich auf kleineren Flächen in Heide umgewandelt worden. Das beruhte auf seiner Funktion als Jagdrevier der Welfen. Zum Raubbau am jahrhundertealten Wald kam es im 20. Jahrhundert durch eine Übernutzung während des Zweiten Weltkrieges sowie Holzeinschlag für Reparationen an die britische Besatzungsmacht nach dem Krieg. 1972 warf der Orkan Quimburga das 10-Fache der jährlichen Holzeinschlagmenge um, so dass mit 200 Hektar etwa 20 % des Waldes neu bepflanzt werden mussten. Die Landespressekonferenz Niedersachsen pflanzte 1974 an der Fünfwege-Kreuzung Kleiner Stern mit 100 Eichen eine Allee der Landespressekonferenz Niedersachsen.
Im Jahre 2003 wurde der Bestand an Festmetern Holz auf 220.000 m³ geschätzt. Im nachhaltig bewirtschafteten Grinderwald erhöht sich die Holzmenge jährlich um etwa 4000 Festmeter. Der Wald ist überwiegend schachbrettartig durch Waldwege erschlossen, die die einzelne Abteilungen bilden. Das Zentrum des Waldgebietes ist nur auf Waldwegen zu erreichen.
Zum Wildbestand, der bejagt wird, zählen Reh- und seltenes Damwild. Ebenso gibt es einen Bestand an Wildschweinen. Kleinere Wildarten sind Dachs, Fuchs und Feldhase.

## Geologie

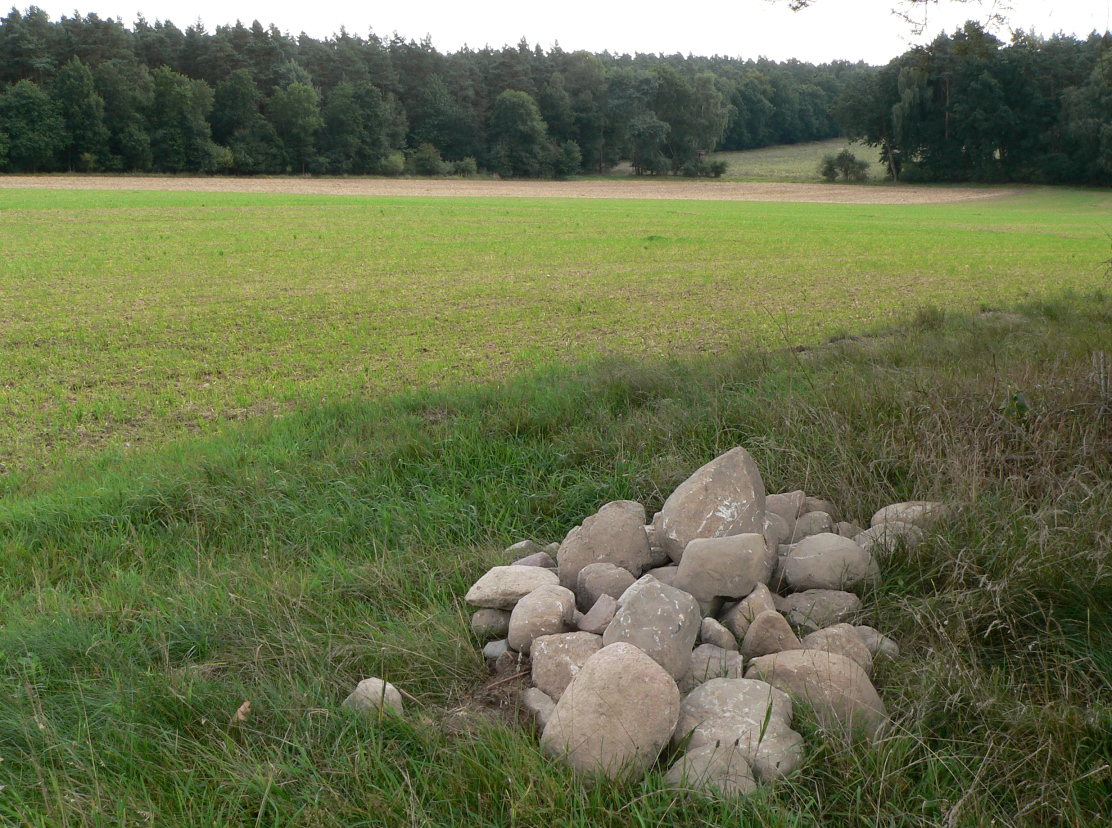
Lesesteine im Grinderwald als namensgebendes Geröll

Der Grinderwald ist eine Altmoränenplatte, die durch Geröll- und Schuttablagerungen während der Eiszeit entstanden ist. Im Bodenprofil finden sich im oberen Bereich Geschiebedecksand und Braunerde. Darunter liegen kiesige Schmelzwassersande mit faustgroßem Geröll aus nordischem Gestein, wie auch aus Weserkies. Das Gemisch von Sand und Kies wird im niederdeutschen als Grind bezeichnet, woraus sich der Name des Grinderwaldes ableitet. Der sandige und steinige Untergrund wies eine schlechte Bodenqualität auf und war landwirtschaftlich schwer zu bearbeiten. Dadurch blieben die höher gelegenen Bereiche des Waldes erhalten.

## Geschichte
Im Grinderwald befindet sich das vor etwa 5500 Jahren in der Jungsteinzeit errichtete Großsteingrab Linsburg. Die unvollständig erhaltene Grabanlage wurde im Jahr 2015 näher archäologisch untersucht. Ursprünglich nutzten die am Waldrand lebenden Menschen den Grinderwald zur Entnahme von Bau- und Brennholz sowie als Waldweide für ihre Schweine. Später erließ der Landesherr Regeln zur Waldnutzung und erteilte verbriefte Rechte, die als erstes das Kloster Mariensee (1301) und die Stadt Nienburg besaßen. Später gehörte der Grinderwald zum Amt Wölpe. Laut dem Forstregister vom Jahr 1750 hatte der Wald mit darin liegenden Wiesen und Äckern eine Größe von fast 33.000 Morgen. Bei einer Vermessung im Jahre 1776 umfasste der Wald etwa 15.000 Morgen. Der Grinderwald diente als Hutewald und reichte zur Mästung von bis zu 3000 Schweinen aus. Zwischen dem Amt Wölpe und dem Amt Nienburg, das keinen Anteil am Grinderwald besaß, kam es immer wieder zu Streitigkeiten um das Waldgelände und seine Grenzen. Dies führte zu Konflikten und blutigen Auseinandersetzungen. Insbesondere aus dem 16. und 17. Jahrhundert sind Vorfälle bekannt, bei denen Nienburger Bürger Schlagbäume durchbrachen und sich aus dem Wald wagenweise Holz herausholten, was die Bewohner der Dörfer am Grinderwald gewaltsam verhinderten.

### Herrschaftliches Jagdrevier
Über lange Zeiten diente der Grinderwald den Adelsherren der Welfen als herrschaftliches Jagdrevier. Vermutlich erhob bereits der in Neustadt am Rübenberge residierende Herzog Erich II. den Wald im 16. Jahrhundert zum Hofjagdrevier. In dieser Zeit entstand das Jagdschloss Linsburg als ein mit zehn Gebäuden umfassender Komplex, der als Jagdablager bezeichnet wurde. Er konnte den anreisenden Fürstenhof samt seinem Gefolge beherbergen. Erst nach Ende des Dreißigjährigen Krieges berichten ab 1648 historische Quellen über die Nutzung des Jagdschlosses durch den in Hannover residierenden Calenberger Fürsten Georg Wilhelm, der sich hier oft zur Jagd aufhielt. Als er 1665 regierender Fürst des Fürstentums Lüneburg wurde, übernahm sein Bruder Johann Friedrich das Jagdrevier des Grinderwaldes und hielt sich jeweils mehrere Wochen im Jahr in Linsburg zur Jagd auf. In der Zeit seines Nachfolgers Ernst August, von 1680 bis 1702, wurde das Jagdschloss erweitert. Im Wald wurden für die Parforcejagden zwei sternförmig angelegte Wegekomplexe geschaffen, die noch heute bestehen und deren zwei Schnittpunkte als Kleiner und Großer Stern bezeichnet wurden. Von den Wegezentren, an denen jeweils fünf Wege zusammentrafen, ließen sich die Bewegungen des Wildes über die Wegeschneisen verfolgen. Nachdem Georg I. 1714 zum König von Großbritannien und Irland erhoben wurde und nach Großbritannien zog, verlor die Jagd im Grinderwald an Bedeutung. Die hannoverschen Könige Georg I. und später Georg II. jagten dort nur noch während ihrer seltenen Besuche im Kurfürstentum Hannover. Erst 1837 nach Ende der Personalunion zwischen Großbritannien und Hannover lebte unter König Ernst August I. die herrschaftliche Jagd im Grinderwald wieder auf. Sie hielt aber nur bis zur Revolution von 1848 an, als die ehemaligen Grundherren auf das Jagdrecht verzichteten. An der Stelle des früheren Jagdstandes von König Ernst August I. errichtete die Linsburger Ortsgruppe der Deutschen Waldjugend 1967 eine Jagdhütte.

## Verkehr
Durch die Südwest- bis Südausläufer des Grinderwaldes verläuft in Nordwest-Südost-Richtung zwischen Nienburg/Weser und Neustadt am Rübenberge die vierspurig ausgebaute Bundesstraße 6. Durch die nördlichen Waldbereiche führt zwischen diesen Ortschaften die Bahnstrecke Bremen–Hannover, auf der auch S-Bahn-Züge verkehren. Die in Waldnähe gelegenen Bahnhöfe und Haltestellen befinden sich in Linsburg, Hagen und Eilvese.

## Sonstiges
Im Wald befindet sich ein Friedhof für Kriegsgefangene des Zweiten Weltkrieges, die Russische Soldatengedenkstätte Linsburg. Dort sind 47 überwiegend namenlose sowjetische Kriegsgefangene aus den Kriegsgefangenenlagern Stammlager X B Sandbostel und Stalag X D in Wietzendorf sowie ein polnisches Kind bestattet. Einige Kriegsgefangene waren in einem Arbeitskommando in einem Barackenlager im nahe gelegenen Siedlungsplatz Meinkingsburg untergebracht und zum Holzeinschlag im Grinderwald eingesetzt. Die Gefangenen, die infolge der körperlichen Strapazen und der schlechten Ernährung verstarben, wurden im Wald auf dem sogenannten „Russenfriedhof“ beigesetzt. Nach Kriegsende wurden weitere verstorbene sowjetische Kriegsgefangene aus Linsburg, Erichshagen, Stöckse und Rehburg hierher umgebettet.
Im nordwestlichen Bereich des Grinderwaldes mit fast 100-jährigen Buchen auf podsolierter Braunerde fand seit 2013 eine wissenschaftliche Untersuchung zur Speicherung von Kohlenstoff im Unterboden statt. Daran waren Bodenwissenschaftler, Mikro- und Forstbiologen, Ökosystemmodellierer sowie Projekte der Bodenchemie und Bodenphysik beteiligt. Das auf sechs Jahre ausgelegte Forschungsprojekt wurde von der Universität Hannover betreut.
Innerhalb des Waldes gibt es den 1977 von der ehemaligen Deutschen Bundespost erbauten Fernmeldeturm Linsburg als Typenturm FMT 2/73. Der 138 m hohe Turm weist in 80 m Höhe ein Betriebsgeschoss auf. Des Weiteren besteht im Wald der Grinderwald-Spielplatz (Waldspielplatz) für Kinder.
Ab 1967 befand sich im Grinderwald eine Militäranlage der niederländischen Armee mit mobilen Hawk-Flugabwehrraketen. Sie lag auf der 106 m hohen Erhebung des Hüttenberges. Nach dem Ende des Kalten Krieges wurde die Stellung aufgegeben und die Einheit zog 1994 ab. Beim Ausbau der Bundesstraße 6 im Jahre 2006 diente das Gelände der Stellung als Ausgleichsfläche und wurde renaturiert.

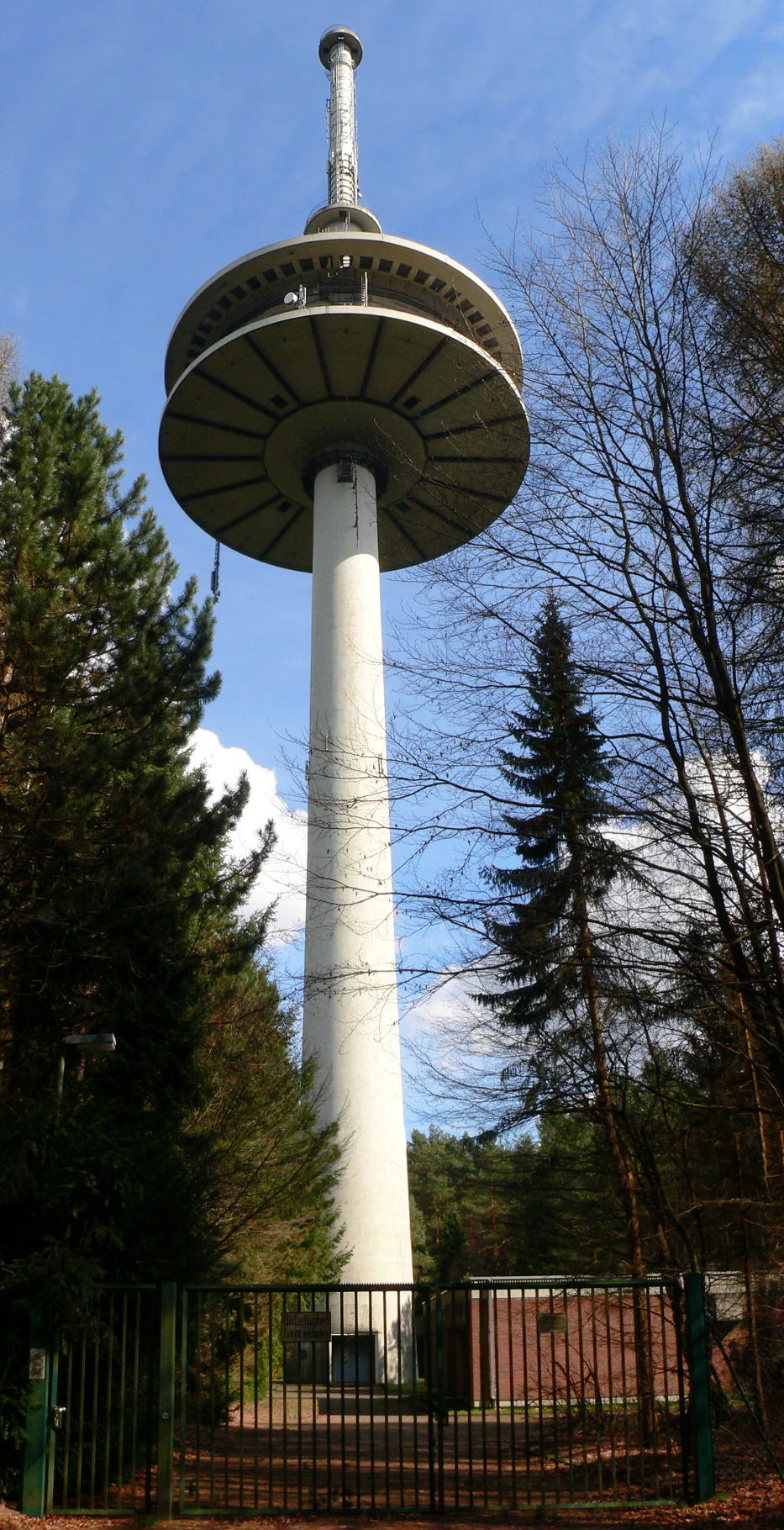
Fernmeldeturm Linsburg im Grinderwald
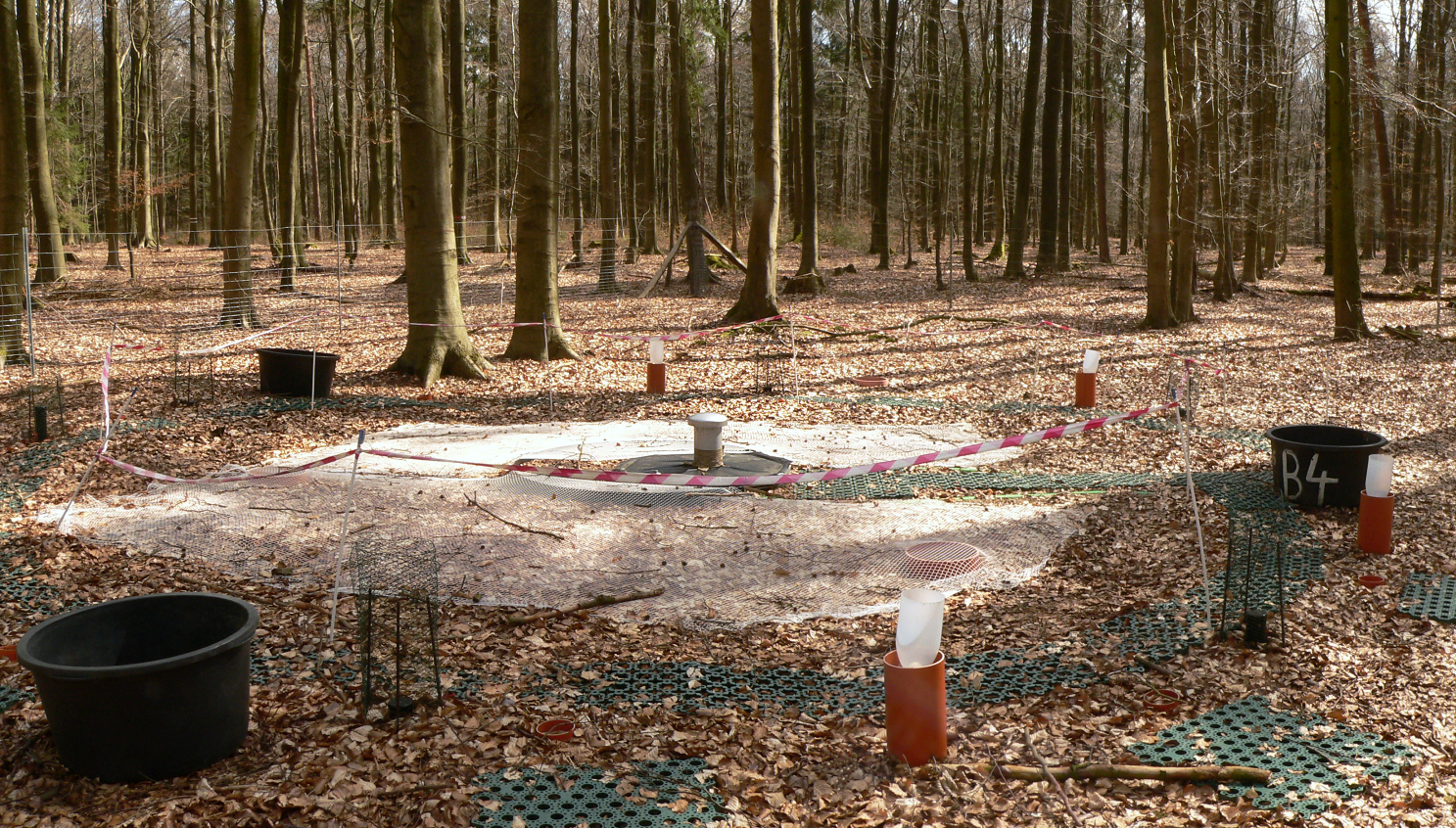
Einrichtungen des Bodenforschungsprojekts, 2015
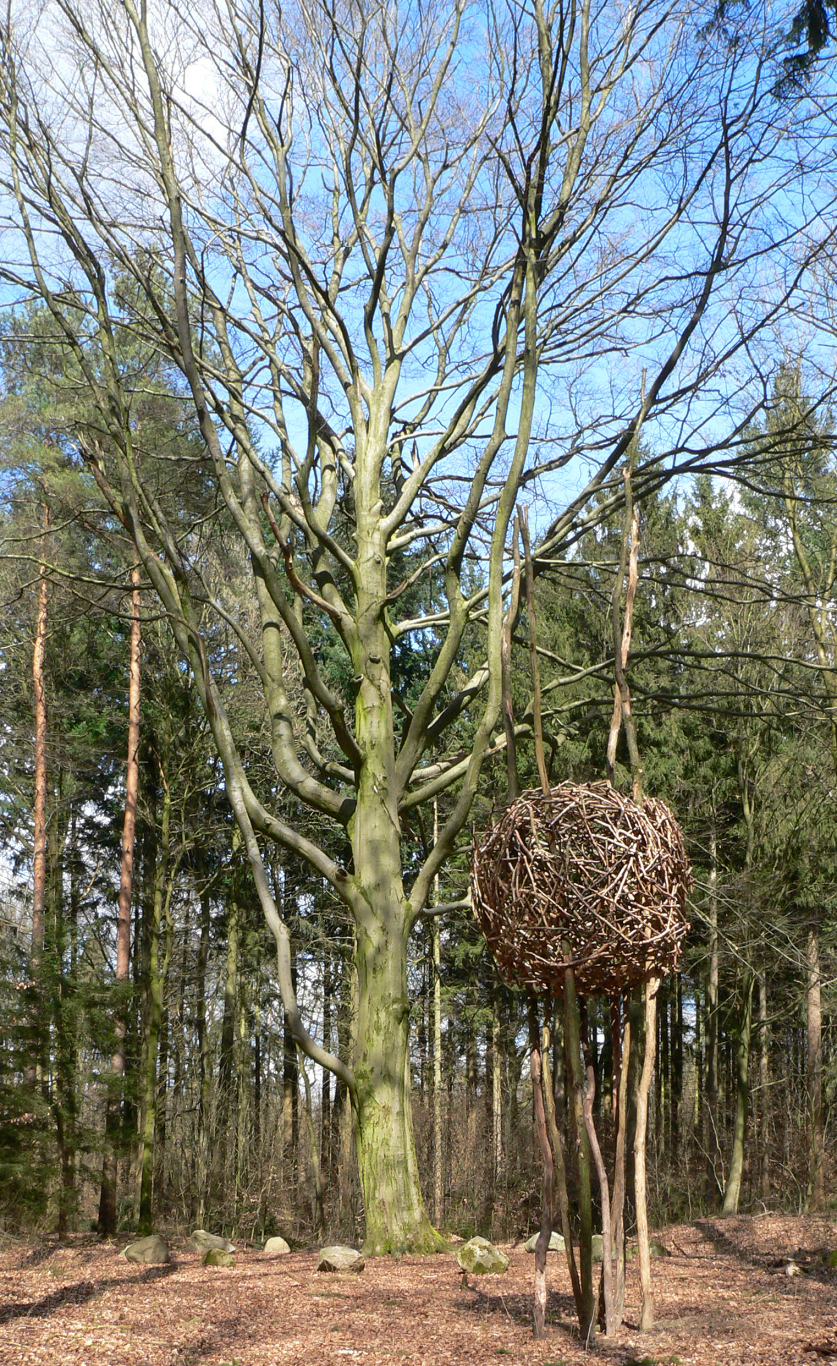
Eine markante Buche, am Boden mit Steinen umgeben
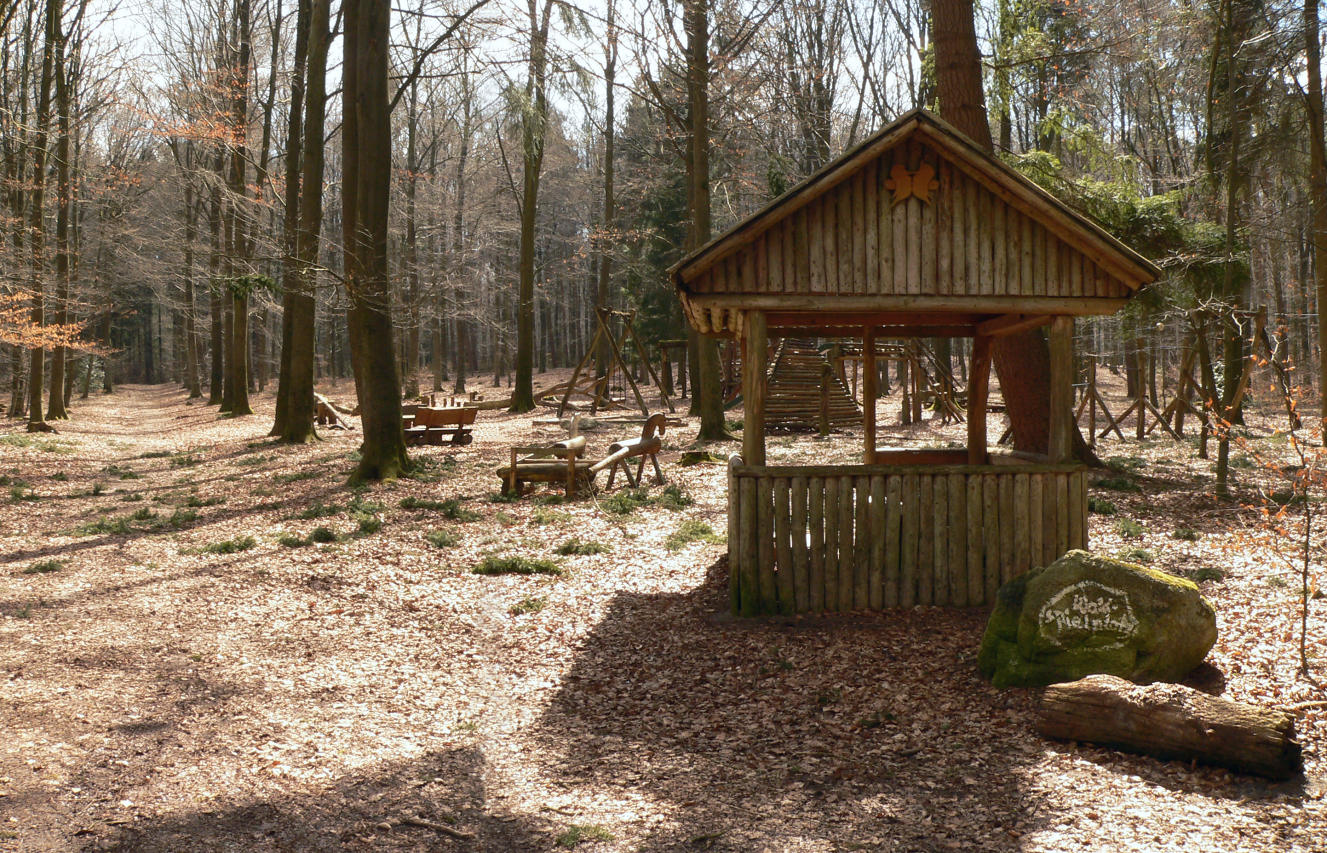
Waldspielplatz
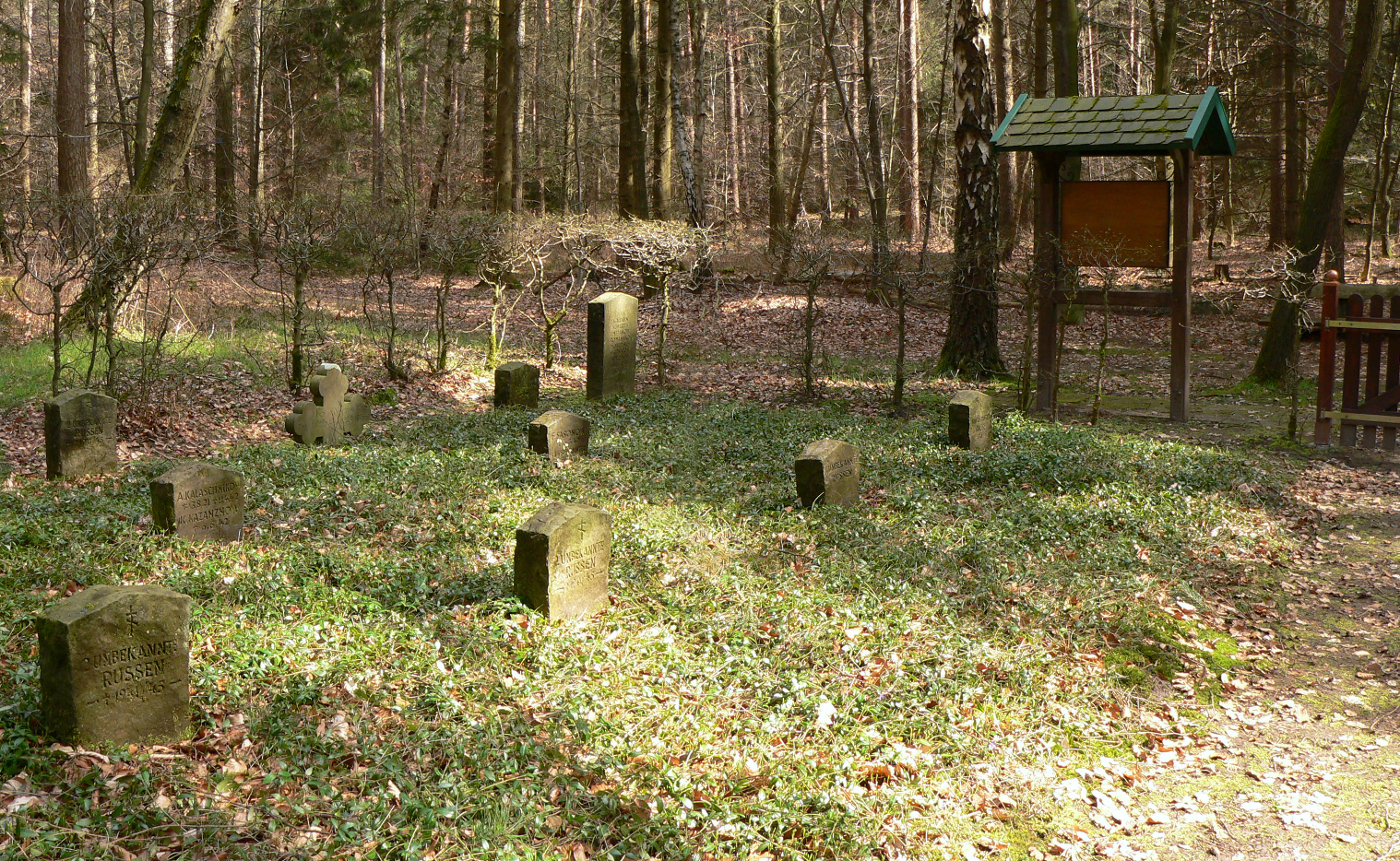
Friedhof für Kriegsgefangene des Zweiten Weltkrieges

### Sage
Einer Sage zufolge wohnte im Grinderwald seit undenklichen Zeiten der Riese Hans Lohe. Als er eines Tages seinen Bruder besuchte und auf dem Rückweg am Bach Führse eine Rast zum Trinken machte, bemerkte er, dass Sand von der Hämelheide in seine Schuhe geraten war. Er zog die Schuhe aus und kippte den Sand neben seinen Rastplatz. Danach ist bei Stöckse ein Sandhügel als Hans-Loh-Berg benannt. Es soll der Riese Hans Lohe gewesen sein, der den Giebichenstein aus Wut auf den Wölper Kirchturm warf und den der Zwergenkönig Giebich abfing.